# Jessica Davis Ba
Pour les articles homonymes, voir Davis et Ba (nom de famille).
Jessica Davis Ba est une diplomate américaine qui occupe le poste d'ambassadrice des États-Unis en Côte d'Ivoire au sein de l'administration Biden. Elle était auparavant coordinatrice principale et conseillère spéciale pour l'Afrique au sein du bureau du vice-président. Mme Davis Ba était auparavant chargée d'affaires par intérim à l'ambassade des États-Unis à N'Djamena, au Tchad.

## Jeunesse et éducation
Davis Ba a obtenu une licence en relations internationales et en études environnementales ainsi qu'une maîtrise en communication de l'université de Pennsylvanie ; elle a fait sa maîtrise à l'Annenberg School for Communication de Pennsylvanie. Elle a effectué des recherches doctorales sur les technologies de la communication et le développement en Afrique en tant que boursière du National Security Education Program David L. Boren. Elle a ensuite enseigné dans le cadre du programme de communication, de culture et de technologie de l'université de Georgetown avant de rejoindre le Foreign Service.

## Carrière
Davis Ba est un membre de carrière du Senior Foreign Service (en), avec le grade de conseiller. Mme Davis Ba a également été chef de mission adjoint à la mission des États-Unis auprès de l'Union africaine et représentante permanente adjointe des États-Unis auprès de la Commission économique des Nations unies pour l'Afrique à Addis-Abeba, en Éthiopie. Elle a été directrice adjointe des programmes à l'ambassade des États-Unis à Riyad, en Arabie saoudite, assistante spéciale au centre des opérations du département d'État et directrice adjointe du service international des stupéfiants et de l'application des lois à l'ambassade des États-Unis à Bagdad. Il a également été conseiller adjoint pour les affaires économiques et responsable régional du travail à l'ambassade des États-Unis à Nairobi, au Kenya, et responsable politique et économique de l'unité des affaires somaliennes à l'ambassade des États-Unis à Nairobi. Davis Ba a également occupé le poste de directeur adjoint de la section internationale des stupéfiants et de l'application de la loi en Irak.

### Nomination au poste d'ambassadeur des États-Unis en Côte d'Ivoire
Le 8 juin 2022, le président Joe Biden a proposé la candidature de Davis Ba au poste d'ambassadeur en Côte d'Ivoire. Le 3 août 2022, une audition sur sa nomination a eu lieu devant la commission des affaires étrangères du Sénat. La commission a fait un rapport favorable sur la nomination au Sénat le 7 décembre 2022. Le 15 décembre 2022, sa nomination a été confirmée au Sénat par un vote à voix haute. Elle est en attente de sa prestation de serment et de la présentation de ses lettres de créance.

## Vie privée
Davis Ba parle français et espagnol.